# Bactrocera ritsemae
Bactrocera ritsemae är en tvåvingeart som först beskrevs av Weyenbergh 1869.  Bactrocera ritsemae ingår i släktet Bactrocera och familjen borrflugor. Inga underarter finns listade.